# Parral (Ohio)
Parral es una villa ubicada en el condado de Tuscarawas en el estado estadounidense de Ohio. En el Censo de 2010 tenía una población de 218 habitantes y una densidad poblacional de 467,61 personas por km².

## Geografía
Parral se encuentra ubicada en las coordenadas 40°33′39″N 81°29′42″O / 40.56083, -81.49500. Según la Oficina del Censo de los Estados Unidos, Parral tiene una superficie total de 0.47 km², de la cual 0.47 km² corresponden a tierra firme y (0%) 0 km² es agua.

## Demografía
Según el censo de 2010, había 218 personas residiendo en Parral. La densidad de población era de 467,61 hab./km². De los 218 habitantes, Parral estaba compuesto por el 94.95% blancos, el 0.46% eran afroamericanos, el 0% eran amerindios, el 0% eran asiáticos, el 0% eran isleños del Pacífico, el 1.83% eran de otras razas y el 2.75% pertenecían a dos o más razas. Del total de la población el 2.29% eran hispanos o latinos de cualquier raza.